# شینیا هوشیدو
شینیا هوشیدو (انگلیسی: Shinya Hoshido؛ زادهٔ ۴ اکتبر ۱۹۷۸) بازیکن فوتبال اهل ژاپن است.
از باشگاه‌هایی که در آن بازی کرده‌است می‌توان به باشگاه فوتبال جوبیلو ایواتا اشاره کرد.